# Primarni glaukom otvorenog ugla
Primarni glaukom otvorenog ugla (skraćeno POAG) (lat. glaucoma simplex) je hronično, oboljenje oka koje se najčešče javlja u starijem životnom dobu. Zahvata oba oka i ima progresivan tok koji vodi slepilu ukoliko se pravovremeno ne dijagnostikuje i ne leči. Ova hronična, progresivna optička neuropatija odraslih osoba karakteriše se postojanjem stečene atrofija očnog živca i gubitkom retinalnih ganglijskih ćelija i njihovih aksona. Stanje je udruženo s gonioskopski otvorenim uglom prednje očne komore, i kod najvećeg broja bolesnika (oko 60%) povišenim očnim pritiskom, istovremenom ekskavacijom papile očnog živca i/ili ispadima u vidnom polju i širokim, otvorenim komornim uglom oka,  ali ima i retkih slučajeva gde mogu postojati rane promene u vidnom polju pre uočljivih promena na očnom nervu.

## Epidemiologija
Prema procenama SZO trenutno širom sveta ima više od 61 milion osoba s glaukomom; okvirno 45 miliona s OAG, a 16 miliona s POAG. Glaukom (i otvorenog i zatvorenog ugla) je drugi vodeći uzrok slepila na svetu, sa oko 8,4 miliona oslepelih. Imajući u vidu da prevalenca glaukoma neprestano raste znatno s godinama a ljudi žive duže, procenjeno je da će do 2020. godine broj ljudi s glaukomom biti skoro 80 miliona, a 112 miliona do 2040.
Starost
Prevalenca POAG u 2004.godini kod starijih od 40 godina u Sjedinjenim Američkim Državama iznosila je 2%, dok glaukom otvorenog ugla pogađa oko 2,2 miliona ljudi u Americi, sa stalnom tendencijom rasta, kako populacija stari, koja će dostići 3,3 miliona obolelih do 2020. godine.
Rasa
Među različitim etničkim grupama prevalenca je različita, i generalno, ona je trostruko veća kod Afroamerikanaca u poređenju s belcima nehispanskog porekla u SAD.10, 13 POAG je vodeći uzrok slepila kod Afroamerikanaca, iako jer prevalenca OAG veća kod Afrokaribijaca u odnosu na Afroamerikance.

### Faktori rizika
Prisustvo većeg broja faktora rizika kod iste osobe povećava rizik za nastanak primarnog glaukoma otvorenog ugla i često opravdava započinjanje lečenja i pre ispoljavanje kompletne kliničke slike bolesti. Prema rezultatima epidemioloških istraživanja i kliničkih ispitivanja za procenu faktora rizika utvrđeno je da su POAG najčešče povezan sa sledećim faktorima rizika:
Viši intraokularni pritisak
Iako je povišen IOP jedan od značajnih faktora rizika, treba imati u vidu da 20- 30% bolesnika sa glaukomom otvorenog ugla ima normalne vrednosti intraokularnog pritiska koje ne prelaze 21mm Hg. Ovaj oblik glaukoma označava se kao glaukom bez povišenog očnog pritiska (glaucoma sine tensio, normal tension glaucoma).
Pored toga mora se imati u vidu da čak 7% osoba starijih od 40 godina ima očni pritisak preko 21mm Hg a da samo 1-2% imaju glaukom. Sve ove činjenice ukazuju da je povišeni očni pritisak samo jedan faktor rizika, svakako najvažniji, u nastanku promena kod glaukoma, ali da i drugi faktori utiču na pojavu i razvoj ovog oboljenja, udruženi sa njim.
Starije životno doba
Starost je važan faktor rizika za pojavu i progresiju POAG. Brojne epidemiološke studije pokazuju da incidenca glaukoma dramatično raste s godinamatarenja s, naročito kod osoba latino i afričkog porekla.
Pozitivna porodična anamneza
Na osnovu epidemioloških studija utvrđeno je da su šansa:
- Tri puta veća za pojavu bolesti ukoliko oboleli imaju brata ili sestru sa glaukomom (LALES, 3,4771; Baltimore, 3,772).[13][14]
- Pet veće ukoliko oboleli imaju dvoje ili više braće ili sestara koji imaju glaukom.

Afrička rasa ili latino etnička pripadnost
Rasa i etnička pripadnost spadaju u grupu važnih faktor rizika za POAG . To potvrđuje podataka da je prevalenca POAG veća kod osoba zapadnoafričkog, afrokaripskog ili latino porekla, nego u drugim grupama. Prevalenca je tri puta veća kod Afroamerikanaca i hispano rase meksičkog porekla nego kod belaca nehispanskog porekla. Na to utiče i činjenica da je slepilo zbog glaukoma najmanje šest puta češće kod Afroamerikanaca nego kod belaca.
Tanja centralna rožnjača
Tanja rožnjača označena je kao faktor rizika za POAG, i nezavisna je od vrednosti IOP-a. Na to najverovatnije utiču biomehaničke karakteristike rožnjače kao što je histereza, koje mogu takođe imati uticaja na merenje IOP-a i na rizik od glaukoma.
Niži očni perfuzioni pritisak
Ako se pođe od definicije da je očni perfuzioni pritisak je razlika između krvnog pritiska (sistolnog ili dijastolnog) i IOP-a, dolazi se do pretpostavke da
nizak očni perfuzioni pritisak dovodi do promena u protoku krvi na glavi očnog nerva (ONH) i time doprinosi progresivnom glaukomatoznom oštećenju očnog nerva.
Dijabetes melitus tip II
Dijabetes melitus tip II je važan faktor rizika za POAG. i zbog dužeg trajanja u korelaciji s većim rizikom od POAG. Jedno od objašnjenja ovog zapažanja moglo bi biti da mikrovaskularne promene na očnom nervu mogu doprineti njegovoj većoj osetljivosti na oštećenja kod osoba s dijabetesom tip II. To je potvrdila nedavna meta-analiza koja je iznela zaključak da je dijabetes melitus tip II u vezi s povećnim rizikom od glaukoma, a može biti udružen i s povišenim IOP-om.
Miopija preko 5D
Osnovna hipoteza, daje miopija preko 5D jedan od faktora rizika kod osobe s aksijalnom miopijom je slabija skleralna podrška očnog nerva, što najverovatnje doprinosi većoj osetljivosti očnog nerva na glaukomom izazvana oštećenja.
Niži sistolni i dijastolni krvni pritisak
Hemoragije diska
Veći c/d odnos
Veći PSD (pattern standard deviation) na vidnom polju

## Klinička slika
Klinička slika primarnog glaukoma otvorenog ugla veoma je oskudna i dugo vremena nije praćena nikakvim subjektivnim smetnjama, osim lake napetosti i težine u očima. 
Bolesnici se za pomoć lekaru najčešće javljaju zbog smetnji vezanih za druga oboljenja oka i tada im se na pregledu otkrivaju znaci glaukoma (povećanje očnog pritiska preko 21mm Hg kod više od 70% obolelih).

## Terapija
Ciljevi terapijskog pristupa pacijentima sa POAG su: kontrola IOP-a i njegovo postavljanje u procenjeni ciljni opseg, stabilan status očnog nerva/RNFL-a i stabilno vidno polje. Kako je gubitak vidnog polja kod glaukoma udružen s padom kvaliteta života. efekat terapije, mora biti usmeren na popravku pacijentovog kvalitet života i očekivani životni vek, koji treba da se uzmu u obzir prilikom izbora terapije. 
Medikamentozna terapija
U terapijskom smislu primarni glaukom otvorenog ugla, kao hronično i najčešće asimptomatsko stanje, u svojim ranim stadijumima, zahteva čestu i višestrruku primenu skupih lekova, koji mogu dati lokalna ili sistemska neželjena dejstva.
Hirurška terapija
Laserska ili inciziona hirurgija takođe mogu biti indikovane u terapiji glaukoma. 
Sve vreme terapije neophodno je da se sa pacijentom razgovara o dijagnozi, ozbiljnosti bolesti, prognozi i terapijskom planu kao i verovatnoći dugotrajne terapije (time se postiže dobar kvalitet lečenja, jer pacijent bolje uvažava preporuke).